# Chionaema suisharyonis
Chionaema suisharyonis är en fjärilsart som beskrevs av Embrik Strand 1917. Chionaema suisharyonis ingår i släktet Chionaema och familjen björnspinnare. Inga underarter finns listade i Catalogue of Life.